# توپسی
توپسی (به چکی: Tupesy) یک منطقهٔ مسکونی در جمهوری چک است که در شهرستان اوهرسکه هرادیشتیه واقع شده‌است. توپسی ۵٫۸۳ کیلومتر مربع مساحت و ۱٬۱۰۶ نفر جمعیت دارد و ۲۱۹ متر بالاتر از سطح دریا واقع شده‌است.